# Acid pyruvic
Axít pyruvic (CH3COCOOH) là loại caxit alpha-keto đơn giản nhất, với axit cacboxylic và một nhóm chức năng ketone. Pyruvate (/ paɪˈruːveɪt /), cơ sở liên hợp, CH3COCOO−, là một trung gian quan trọng trong một số con đường trao đổi chất.
Pyruvic acid có thể được làm từ glucose thông qua glycolysis, chuyển đổi trở lại carbohydrate (chẳng hạn như glucose) thông qua gluconeogenesis, hoặc axit béo thông qua một phản ứng với acetyl-CoA. Nó cũng có thể được sử dụng để xây dựng alanine amino acid và có thể được chuyển đổi thành ethanol hoặc axit lactic thông qua quá trình lên men.
Pyruvic acid cung cấp năng lượng cho các tế bào qua chu trình axit citric (còn gọi là chu trình Krebs) khi có oxy (hô hấp hiếu khí), và lên men khác để sản xuất lactate khi thiếu oxy (quá trình quá trình lên men axit lactic).

## Hóa học
Năm 1834, Théophile-Jules Pelouze chưng cất cả axít tartaric (axit L-tartaric) và axít racemic (hỗn hợp axit D- và L-tartaric) và axít pyrotartaric cô lập (methyl succinic acid ) và một axit khác mà Jöns Jacob Berzelius đặc trưng năm sau và đặt tên là axít pyruvic. Axit pyruvic là một chất lỏng không màu có mùi tương tự như của axit axetic và có thể trộn lẫn với nước. Trong phòng thí nghiệm, pyruvic acid có thể được điều chế bằng cách nung nóng hỗn hợp axít tartaric và kali hydro sulfat, bởi quá trình oxy hóa propylen glycol bởi một chất oxy hóa mạnh (ví dụ: kali permanganat hoặc thuốc tẩy), hoặc bằng thủy phân acetyl cyanide, được hình thành bởi phản ứng của chloride chloride với kali cyanide:
CH3COCl + KCN → CH3COCN + KCl
CH3COCN → CH3COCOOH

## Hóa sinh
Pyruvate là một hợp chất hóa học quan trọng trong sinh hóa. Nó là đầu ra của quá trình trao đổi chất của glucose được gọi là glycolysis. Một phân tử glucose phân hủy thành hai phân tử pyruvate, sau đó được sử dụng để cung cấp thêm năng lượng, theo một trong hai cách. Pyruvate được chuyển thành acetyl-coenzyme A, là đầu vào chính cho một loạt các phản ứng được gọi là chu kỳ Krebs (còn được gọi là chu kỳ axit citric hoặc chu trình axit tricarboxylic). Pyruvate cũng được chuyển thành oxaloacetate bởi một phản ứng anaplerotic, bổ sung trung gian chu trình Krebs; Ngoài ra, oxaloacetate được sử dụng cho gluconeogenesis. Những phản ứng này được đặt theo tên của Hans Adolf Krebs, nhà sinh hóa học đã trao giải Nobel sinh lý học năm 1953, cùng với Fritz Lipmann, nghiên cứu về các quá trình trao đổi chất. Chu kỳ này còn được gọi là chu kỳ axit citric hoặc chu trình axit tricarboxylic, bởi vì axit xitric là một trong những hợp chất trung gian được hình thành trong các phản ứng.
Nếu không có đủ oxy, axit sẽ bị phá vỡ một cách kỵ khí, tạo ra lactate ở động vật và ethanol trong thực vật và vi sinh vật (và cá chép ). Pyruvate từ glycolysis được chuyển đổi bằng quá trình lên men lactate sử dụng enzym lactate dehydrogenase và coenzyme NADH trong quá trình lên men lactate, hoặc acetaldehyde (với enzyme pyruvate decarboxylase) và sau đó là ethanol trong quá trình lên men cồn.
Pyruvate là một giao điểm quan trọng trong mạng lưới các con đường trao đổi chất. Pyruvate có thể được chuyển đổi thành carbohydrate thông qua gluconeogenesis, thành axit béo hoặc năng lượng thông qua acetyl-CoA, với alanine amino acid và ethanol. Do đó, nó kết hợp một số quá trình trao đổi chất quan trọng.